# ساوت ناکنک، آلاسکا
ساوت ناکنک (به انگلیسی: South Naknek) شهری در بخش بریستول بی، آلاسکا ایالت آلاسکا است که جمعیت آن در سرشماری سال ۲۰۰۰ میلادی ۱۳۷ نفر بوده‌است.